# Литвин Юрій Олексійович
Ю́рій Олексі́йович Литви́н (нар. 30 квітня 1968 року, Булахівка); народний депутат Верховної Ради України, член фракції «Блок Литвина» з листопада 2007 року, заступник голови Комітету з питань Регламенту, депутатської етики та забезпечення діяльності Верховної Ради України з грудня 2007 року; У Кіровоградській облдержадміністрації начальник Головного управління агропромислового розвитку; голова Кіровоградської обласної організації Народної партії з лютого 2003 року; депутат Кіровоградської обласної ради від Блоку Литвина з квітня 2006 року; голова постійної комісії з питань агропромислового комплексу і земельних відносин.

## Життєпис
Народився 30 квітня 1968 року (с. Булахівка, Павлоградський район, Дніпропетровська область); одружений; має дочку.
Освіта: Дніпропетровський сільськогосподарський інститут (1992), зооінженер; Дніпропетровська філія Української академії державного управління при Президентові України (1998), магістр державного управління; Інститут післядипломної освіти Дніпропетровського державного аграрного університету (2005), менеджер організацій.
Народний депутат України 6-го скликання з листопада 2007 до грудня 2012 року від Блоку Литвина, № 15 в списку, начальник Головного управління агропромислового розвитку Кіровоградської облдержадміністрації, член Народної партії.
Березень 2006 року — кандидат в народні депутати України від Народного блоку Литвина, № 89 в списку. На час виборів: начальник Головного управління агропромислового розвитку Кіровоградської облдержадміністрації, член Народної партії.
Працював головним зоотехніком ААТ «Україна» (с. Булахівка). З березня 1996 року — начальник відділу тваринництва, заступник начальника управління сільського господарства Павлоградської райдержадміністрації; голова КСП «Рассвет» Павлоградського району, виконувач обов'язків начальника управління агропромислового комплексу, з квітня 2000 року — заступник голови Павлоградської райдержадміністрації. З січня 2001 року — 1-й заступник начальника Головного управління сільського господарства і продовольства Дніпропетровської облдержадміністрації. З квітня 2001 року — начальник Головного управління сільського господарства і продовольства, з вересня 2003 року — заступник голови з питань АПК Кіровоградської облдержадміністрації.
Орден «За заслуги» III ст. (червень 2011).